# Невмешательство
При́нцип невмеша́тельства или «антиинтервенциони́зм»  принято понимать, как внешнеполитическую концепцию «военного и политического невмешательства в международные дела и во внутренние дела суверенных государств». В политологическом лексиконе существует ещё и термин «изоляционизм», которым ошибочно иногда взаимно подменяют понятие «антиинтервенционизм». «Изоляционизм» следует трактовать более широко как «внешнеполитическую макростратегию военного и политического невмешательства в международные дела и во внутренние дела суверенных государств, сопряженную с торгово-экономическим протекционизмом и культурно-религиозным обособлением, а также с невозможностью состоять в постоянных военных альянсах, с сохранением, тем не менее, возможности участия во временных военных союзах, отвечающих текущим интересам государства и в постоянно действующих международных организациях невоенного характера».
Принцип невмешательства во внутренние дела — один из основных принципов современного международного права. Этот принцип закреплен в пункте 7 статьи 2 Устава ООН. Принцип конкретизирован в международных документах:
- Декларации о принципах международного права 1970 года,
- Заключительном акте СБСЕ в 1975 году,
- Декларация ООН о недопустимости интервенции и вмешательства во внутренние дела государства 1982 года.